# Estación de Schwerzenbach
La estación de Schwerzenbach es una estación ferroviaria de la comuna suiza de Schwerzenbach, en el Cantón de Zúrich.

## Historia y Situación
La estación se encuentra ubicada en el noreste del núcleo urbano de Schwerzenbach, y fue inaugurado en 1856 con la apertura del tramo Wallisellen - Uster de la línea Wallisellen - Rapperswil. Cuenta con dos andenes, uno lateral y otro central, por los que pasan tres vías. Actualmente la estación cuenta con un edificio más moderno.
En términos ferroviarios, la estación se sitúa en la línea Wallisellen - Uster - Wetzikon - Rapperswil, más conocida como Glatthalbahn. Sus dependencias ferroviarias colaterales son la estación de Dübendorf, hacia Wallisellen y la estación de Nänikon-Greifensee en dirección Rapperswil.

## Servicios ferroviarios
Los servicios ferroviarios de esta estación están prestados por SBB-CFF-FFS:

### S-Bahn Zúrich
La estación está integrada dentro de la red de trenes de cercanías S-Bahn Zúrich, y en la que efectúan parada los trenes de varias líneas pertenecientes a S-Bahn Zúrich:
- S 9 Schaffhausen – Rafz – Zúrich HB – Stettbach – Uster
- S 14 Affoltern am Albis – Altstetten – Zúrich HB – Oerlikon – Wallisellen – Hinwil
- S N5 Bülach – Zúrich HB – Uster - Rapperswil – Pfäffikon SZ